# Gare de Ranchot
Gare de Ranchot vasútállomás Franciaországban, Ranchot településen.

## Vasútvonalak
Az állomást az alábbi vasútvonalak érintik:
- Dole–Belfort-vasútvonal

## Kapcsolódó állomások
A vasútállomáshoz az alábbi állomások vannak a legközelebb:
- Gare de Saint-Vit
- Gare d’Orchamps